# جاروی پرنده
جاروی پرنده (ترکی استانبولی: Uçan Süpürge) یک سازمان فمینیستی در ترکیه است که در سال ۱۹۹۶ در آنکارا تأسیس شد.
هدف این سازمان بالا بردن آگاهی برای برابری جنسیتی با ارائه اطلاعات و آموزش برای توانمند سازی زنان است.
جشنواره بین‌المللی فیلم زنان که سالانه از طرف این سازمان برگزار می‌شود در جهان به رسمیت شناخته شده است.
جاروی پرنده چندین پروژه در زمینه‌های مختلف را در جامعه مدنی ترکیه راه‌اندازی کرده است و بخصوص در اصلاح قوانین جزایی ترکیه در سال ۲۰۰۵ تأثیرگذار بود.
از سال ۱۹۹۸ این سازمان هر دو ماه یکبار مجله (Uçan Haber) «اخبار پرواز» را منتشر می‌کند.
پروژه‌های این سازمان عبارتند از:
- ایجاد پایگاه‌های سازمان زنان در ترکیه
- شبکه گزارشگران زنان محلی
- پروژه وب سایت زنان
- جشنواره بین‌المللی فیلم زنان
- برنامه آگاهی جنسیتی «پل بنایی» (Köprüler Kuruyoruz)
- کنفرانس‌های علمی در دانشگاه فنی خاورمیانه آنکارا
- اجرای برنامه‌های مرتبط با زنان در رادیو و تلویزیون
- پروژه (From paths to roads) «از گذرگاه به جاده»

این سازمان همچنین گزارش‌های دریافتی در مورد وضعیت زنان در ترکیه را برای چهارمین کنفرانس جهانی زنان سازمان ملل متحد که در سال ۱۹۹۵ در پکن برگزار شد را آماده کرد.
در حال حاضر سازمان «جاروی پرنده» هدایتگر و هماهنگ کننده بودجه از اتحادیه اروپا برای پروژه گفتگوی جامعه مدنی با عنوان "Watch Your Shadow" به استانبولی (Gölge Meclis)، با هدف افزایش مشارکت زنان در سیاست محلی است.